# Selección de hockey sobre hielo de los Países Bajos
La selección de hockey sobre hielo de los Países Bajos es el equipo nacional de hockey sobre hielo masculino de los Países Bajos.
Los Países Bajos se encuentran actualmente en el puesto 24 en el Ranking Mundial IIHF y actualmente compiten en la División II del Campeonato Mundial de Hockey sobre Hielo,

## Historia
Países Bajos compitió en la competición olímpica de hockey sobre hielo de 1980 . Luego compitieron en el Grupo A del Campeonato Mundial de Hockey sobre Hielo de 1981 .
En los Juegos Olímpicos de Invierno de 1980, los Países Bajos compitieron en el grupo de la división Roja y tenían un récord de 1-3-1. Perdieron ante Canadá (10-1), perdieron ante la Unión Soviética (17-4), empataron con Japón (3-3), vencieron a Polonia (5-3) y perdieron ante Finlandia (10-3) .
Un año después, el equipo regresó a la primera división en el Campeonato Mundial de Hockey sobre Hielo de 1981. En la primera ronda, el equipo perdió todos sus juegos, seguidos de otras 3 derrotas en la ronda final.

## Participaciones

### Juegos Olímpicos
1980 - 9°

### Campeonato del Mundo
- Países Bajos y Canadá durante los Juegos Olímpicos de Lake Placid 1980, los únicos juegos en los que ha participado. Canadá le ganó el partido 10-11935 - 14.º
- 1939 - 11.º
- 1950 - 8.º lugar
- 1951 - 10.º (3.º en el Grupo B)
- 1952 - 13.º (4.º en el Grupo B)
- 1953 - 7.º (4.º en el Grupo B)
- 1955 - 12.º (3.º en el Grupo B)
- 1961 - 18.º (4.º en el Grupo C)
- 1963 - 20.º (5.º en el Grupo C)
- 1967 - 21° (5° en el Grupo C)
- 1969 - 18° (4° en el Grupo C)
- 1970 - 20° (6° en el Grupo C)
- 1971 - 21° (7° en el Grupo C)
- 1972 - 20° (7° en el Grupo C)
- 1973 - 16° (2° en el Grupo C)
- 1974 - 11.º (5.º en el Grupo B)
- 1975 - 14.º (8.º en el Grupo B)
- 1976 - 14.º (6.º en el Grupo B)
- 1977 - 16.º (8.º en el Grupo B)
- 1978 - 17.º (1.º en el Grupo C)
- 1979 - 9.º (1.º en el Grupo B)
- 1981 - 8.º lugar
- 1982 - 16.º (8.º en el Grupo B)
- 1983 - 17.º (1.º en el Grupo C)
- 1985 - 14.º (6.º en el Grupo B)
- 1986 - 13.º (5.º en el Grupo B)
- 1987 - 15.º (7.º en el Grupo B)
- 1989 - 17.º (1.º en el Grupo C)
- 1990 - 16° (8° en el Grupo B)
- 1991 - 15° (7° en el Grupo B)

- 1992 - 13° (2° en el Grupo B)
- 1993 - 15° (3° en el Grupo B)
- 1994 - 18° (6° en el Grupo B)
- 1995 - 16° (4° en el Grupo B)
- 1996 - 19° (7° en el Grupo B)
- 1997 - 19° (7° en el Grupo B)
- 1998 - 24° (8° en el Grupo B)
- 1999 - 25° (1° en el Grupo C)
- 2000 - 24° (8° en el Grupo B)

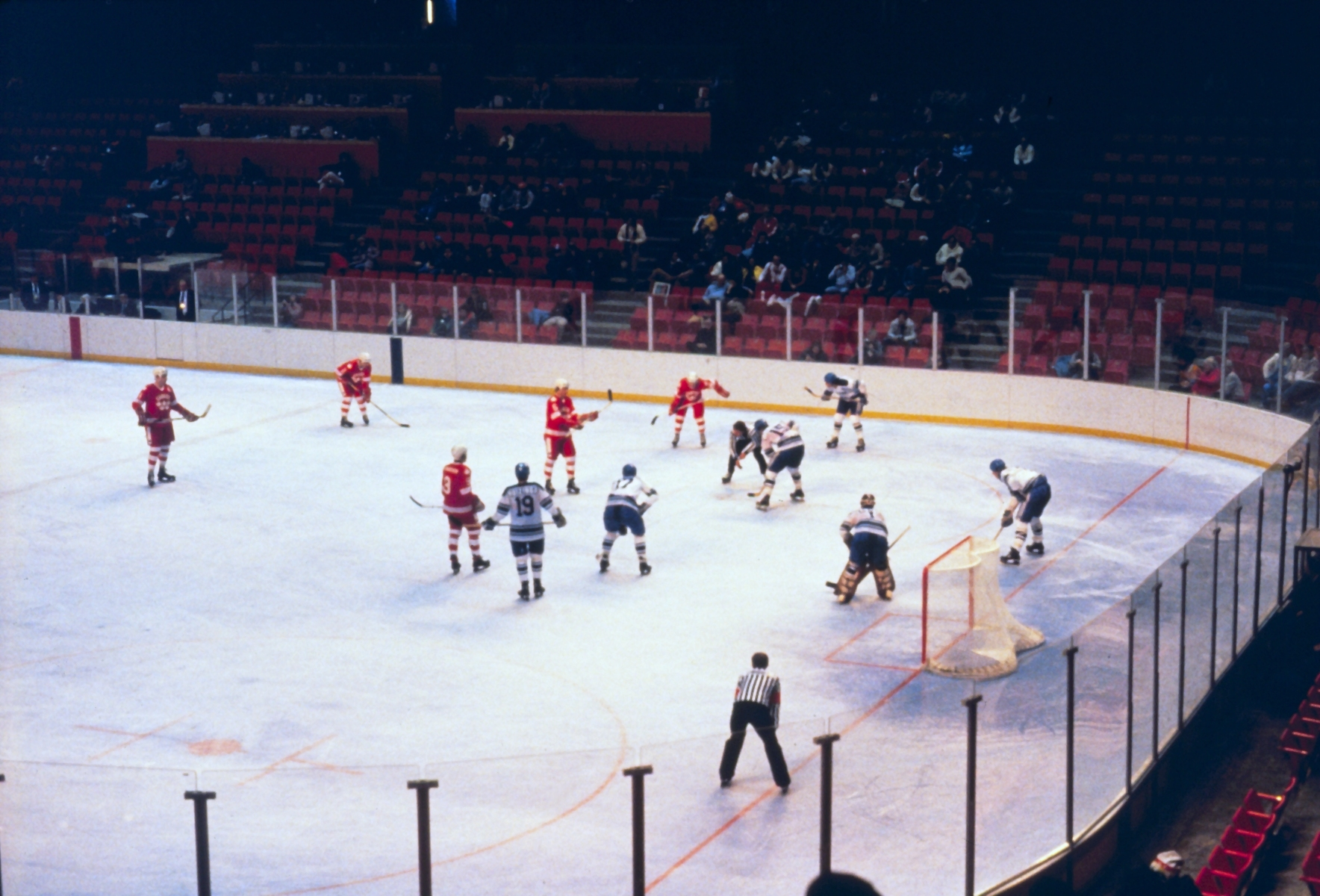
Países Bajos y Canadá durante los Juegos Olímpicos de Lake Placid 1980, los únicos juegos en los que ha participado. Canadá le ganó el partido 10-1

- 2001 - 25° (5° en División I, Grupo A)
- 2002 - 24° (4° en División I, Grupo A)
- 2003 - 23° (4° en División I, Grupo A)
- 2004 - 22° (3° en División I, Grupo A)
- 2005 - 22° (3° en División I, Grupo B)
- 2006 - 25° (5° en División I, Grupo B)
- 2007 - 25° (5° en División I, Grupo A)
- 2008 - 26° (5° en División I, Grupo A)
- 2009 - 25° (5° en División I, Grupo B)
- 2010 - 24° (4° en División I, Grupo A)
- 2011 - 24° (4° en División I, Grupo A)
- 2012 - 25° (3° en División I, Grupo B)
- 2013 - 25° (3° en División I, Grupo B)
- 2014 - 27° (5° en División I, Grupo B)
- 2015 - 28° (6° en División I, Grupo B)
- 2016 - 29° (1° en División II, Grupo A)
- 2017 - 28° (6° en División I, Grupo B)
- 2018 - 29° (1° en División II, Grupo A)
- 2019 - 28° (6° en División I, Grupo B)

## Jugadores

### Equipo actual

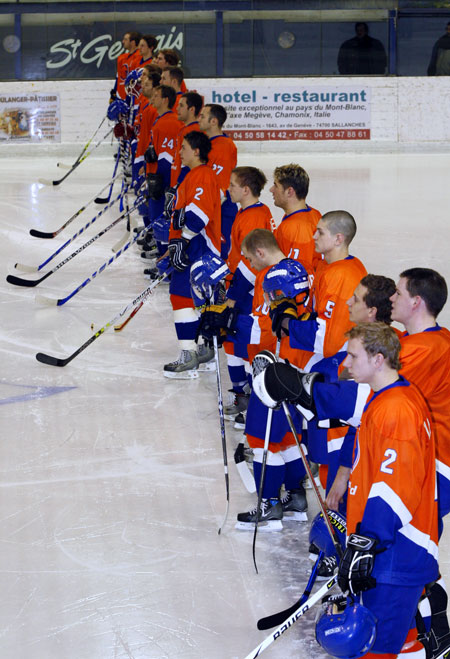
Países Bajos en 2007

Plantilla para el Campeonato del Mundo de Hocky sobre Hielo de 2019.
| Porteros   | Porteros             | Porteros  | Porteros | Porteros | Porteros                           | Porteros                    |
| #          | Jugador              | Capturas  | Altura   | Peso     | Fecha de nacimiento                | Club                        |
| ---------- | -------------------- | --------- | -------- | -------- | ---------------------------------- | --------------------------- |
| 30         | Tomislav Hrelja      | Izquierda | 191 cm   | 85 kg    | 27 de julio de 1989 (31 años)      | HYS La Haya                 |
| 29         | Martijn Oosterwijk   | Izquierda | 193 cm   | 95 kg    | 9 de junio de 1990 (30 años)       | Visby / Roma HK             |
| Defensores |                      |           |          |          |                                    |                             |
| #          | Jugador              | Disparo   | Altura   | Peso     | Fecha de nacimiento                | Club                        |
| 4          | Ryan Collier         | Izquierda | 174 cm   | 73 kg    | 9 de agosto de 1991 (29 años)      | Tramperos de Tilburg        |
| 8          | Rick van Haren       | Izquierda | 178 cm   | 83 kg    | 21 de septiembre de 1995 (25 años) | Demonios de Nijmegen        |
| 6          | Ernesto Klem         | Izquierda | 165 cm   | 72 kg    | 5 de marzo de 2001 (20 años)       | Eisbären Juniors Berlín U20 |
| 12         | Stijn Knoop          | Izquierda | 192 cm   | 74 kg    | 19 de enero de 1998 (23 años)      | HYS La Haya                 |
| 13         | Steve Mason          | Izquierda | 180 cm   | 81 kg    | 13 de enero de 1988 (33 años)      | SC Rapperswil-Jona Lakers   |
| 11         | Evo Suurhoff         | Izquierda | 180 cm   | 79 kg    | 15 de enero de 1995 (26 años)      | Demonios de Nijmegen        |
| 26         | Jordy Verkiel        | Derecha   | 183 cm   | 90 kg    | 23 de diciembre de 1996 (24 años)  | Tramperos de Tilburg        |
| 5          | Giovanni Vogelaar    | Derecha   | 189 cm   | 95 kg    | 6 de septiembre de 1996 (24 años)  | EHC Bregenzerwald           |
| 24         | Niels van der Vossen | Izquierda | 191 cm   | 90 kg    | 29 de julio de 1996 (24 años)      | Folletos de UNIS            |
| Delanteros |                      |           |          |          |                                    |                             |
| #          | Jugador              | Disparo   | Altura   | Peso     | Fecha de nacimiento                | Club                        |
| 9          | Bartek Bison         | Izquierda | 189 cm   | 82 kg    | 26 de marzo de 1998 (23 años)      | Tramperos de Tilburg        |
| 18         | Levi Boer            | Derecha   | 184 cm   | 81 kg    | 8 de octubre de 1997 (23 años)     | HYS La Haya                 |
| 14         | Thomas Borgman       | Izquierda | 185 cm   | 76 kg    | 13 de agosto de 1994 (26 años)     | Panteras de Zoetermeer      |
| 23         | Lars den Edel        | Derecha   | 186 cm   | 86 kg    | 25 de mayo de 1984 (37 años)       | Folletos de UNIS            |
| 7          | Reno de Hondt        | Derecha   | 168 cm   | 66 kg    | 21 de septiembre de 1995 (25 años) | Tramperos de Tilburg        |
| 15         | Jasper Nordemann     | Derecha   | 193 cm   | 82 kg    | 28 de agosto de 1996 (24 años)     | Folletos de UNIS            |
| 3          | Joey Oosterveld      | Izquierda | 179 cm   | 75 kg    | 23 de marzo de 1989 (32 años)      | HYS La Haya                 |
| 27         | Dennis Sikma         | Izquierda | 181 cm   | 74 kg    | 30 de enero de 1991 (30 años)      | Folletos de UNIS            |
| 17         | Jord Smit            | Derecha   | 181 cm   | 73 kg    | 1 de septiembre de 1996 (24 años)  | Eaters Limburg              |
| 22         | Danny Stempher       | Izquierda | 175 cm   | 79 kg    | 5 de agosto de 1995 (25 años)      | Tramperos de Tilburg        |
| 18         | Kai Willems          | Izquierda | 174 cm   | 70 kg    | 8 de febrero de 1997 (24 años)     | Bulldogs Lieja              |